# Atoma
Atoma è l'undicesimo album in studio dei Dark Tranquillity, pubblicato nel 2016 dalla Century Media Records.
Per le tracce The Pitiless e Atoma sono stati pubblicati dei video di presentazione (il primo con performance dal vivo, il secondo animato). Mentre, per Forward Momentum è stato girato un videoclip professionale.

## Edizioni
Sono due le edizioni limitate di Atoma:
- "Mediabook" (Doppio CD con slipcase) in formato-libro: i dischi sono contenute in tasche e, ha un artwork interno bianco. Pubblicata solo in Europa.
- "Deluxe Edition" (Doppio CD in digipack). Pubblicata solo negli Stati Uniti.

Nella versione della Corea del Sud le due bonus track sono poste alla fine dell'album.
Nel secondo CD dell'edizione pubblicata in Giappone (in jewel case) è stata inserita una terza traccia.

## Tracce
Testi di Mikael Stanne.
1. Encircled – 3:32 (musica: Martin Brändström)
2. Atoma – 4:19 (musica: Anders Jivarp)
3. Forward Momentum – 3:40 (musica: Jivarp)
4. Neutrality – 4:17 (musica: Jivarp)
5. Force of Hand – 4:22 (musica: Jivarp, Niklas Sundin)
6. Faithless by Default – 4:31 (musica: Brändström, Sundin)
7. The Pitiless – 4:08 (musica: Jivarp)
8. Our Proof of Life – 4:22 (musica: Sundin)
9. Clearing Skies – 3:33 (musica: Brändström)
10. When the World Screams – 3:57 (musica: Brändström, Jivarp)
11. Merciless Fate – 4:22 (musica: Brändström)
12. Caves and Embers – 4:30 (musica: Sundin)

CD Bonus nell'edizione limitata dell'album
1. The Absolute – 5:15 (musica: Jivarp)
2. Time Out of Place – 3:39 (musica: Jivarp)

Terza traccia nel secondo CD dell'edizione giapponese
1. Reconstruction Time Again – 9:15

## Formazione
Gruppo
- Mikael Stanne - voce
- Niklas Sundin - chitarra
- Anders Iwers - basso
- Anders Jivarp - batteria
- Martin Brändström - tastiere

Altri musicisti
- Annelie Johansson – voce addizionale su Forward Momentum
- Björn Gelotte (In Flames) – assolo su Force Of Hand